# Siriella brevicaudata
Siriella brevicaudata is een aasgarnalensoort uit de familie van de Mysidae. De wetenschappelijke naam van de soort is voor het eerst geldig gepubliceerd in 1875 door Paulson.